# Voogdgeding
Het voogdgeding werd driemaal per jaar gehouden en was in vroegere eeuwen een bijeenkomst van schout en schepenen met een groot deel van de mannelijke bevolking. Het voogdgeding is een voortzetting van het middeleeuwse jaargeding. De zitting vond meestal plaats in de open lucht, tenzij slecht weer aanleiding gaf om de bijeenkomst binnen te houden. 
De schout zat deze zittingen voor, die direct na Driekoningen, Pasen en St. Jan werden gehouden. Een voogdgeding werd van tevoren aangekondigd in de kerk (kerckeroep) daarna werden de mensen op de dag zelf opgeroepen door het luiden van de klokken (clockenslagh).
Op deze bijeenkomst kon de bevolking alle klachten van gemeentelijke aard naar voor brengen. De klachten moesten gaan over bijvoorbeeld onderhoud van wegen, afwatering, grensafscheidingen, overlast, buurtschapsplichten rond kerk, klooster, armenverzorging e.d. Persoonlijke grieven op ander vlak moesten via andere gerechtelijke procedures worden afgehandeld. Na het optekenen van de klachten werd er door de schepenen zo mogelijk een beslissing genomen. Soms waren de problemen dan snel opgelost, sommige klachten bleven jaarlijks terugkeren. Als de schepenen beraad hielden was iedereen verplicht aanwezig te blijven. Inwoners konden kosteloos klachten indienen, niet-inwoners moesten daarvoor betalen.